# 米莱·斯莫德拉卡
米莱·斯莫德拉卡（1976年1月1日—），克罗地亚男子水球运动员。他曾代表克罗地亚国家队参加2000年、2004年和2008年夏季奥林匹克运动会水球比赛，最好名次是2008年奥运会的第六名。